# No Earthly Connection
No Earthly Connection is het zesde muziekalbum van Rick Wakeman. Wakeman schreef hiermee een soort conceptalbum. Hij geloofde dat wij niet alleen in het heelal zijn, en dus ook niet aan de Aarde zijn gebonden.
Wakeman nam het album op met een vernieuwde versie van zijn English Rock Ensemble. Voor het eerst waren er ook blazers bij betrokken. Onder het instrumentarium bevonden zich ook de mellotron. Hoewel dit destijds vaak was te horen in symfonische rock, gebruikte Wakeman het niet zo vaak.
Het album is in Frankrijk opgenomen. De band zat gedurende de maanden januari, februari en maart 1976 in Studio Le Château in Hérouville-en-Vexin. Het album verkocht volgens A & M Records maar matig; het bleef op ongeveer 4.000.000 exemplaren steken.
De hoesafbeelding is een anamorfose, die naar een soort 3D-beeld kan worden teruggezet door het meegeleverde zilverpapier tot een cilinder te plakken en deze op het midden van de hoes te houden. Op die cilinder wordt dan een gewoon beeld weerspiegeld.

## Musici
- Rick Wakeman – toetsinstrumenten waaronder mellotron, klavecimbel, Moog-synthesizer
- Ashley Holt – zang
- John Dunsterville – gitaar, mandoline
- Roger Newell – basgitaar, zang
- Tony Fernandez – slagwerk
- Martyn Shields – trompet, hoorn
- Reg Brooks – trombone

## Technici
- Paul Tregurtha
- Didier Utard (assistent)

## Tracklist
| Nr. | Titel                                  | Duur |
| --- | -------------------------------------- | ---- |
| 1.  | Music Reincarnate; I: The Warning      | 5:15 |
| 2.  | Music Reincarnate; II: The Maker       | 3:01 |
| 3.  | Music Reincarnate; III: The Spaceman   | 3:41 |
| 4.  | Music Reincarnate; IV: The Realisation | 8:29 |

| Nr. | Titel                            | Duur |
| --- | -------------------------------- | ---- |
| 1.  | Music Reincarnate; V: The Reaper | 8:04 |
| 2.  | The Prisoner                     | 7:09 |
| 3.  | The Lost Cycle                   | 7:04 |